# Esram Jayasinghe
Esram Jayasinghe, även kallad Esrom, är en indisk skådespelare.
Jayasinghe spelar huvudrollen som Toomai i TV-serien Elefantpojken som är baserad på Rudyard Kiplings Djungelboken.

## Filmografi (urval)
- 1973 – Elefantpojken (TV-serie)